# Уиддер, Эдит
Эдит Энн «Эди» Уиддер Смит (англ. Edith Anne "Edie" Widder Smith, род. 11 июня 1951, Арлингтон, Массачусетс) — американская женщина-океанограф, морской биолог и изобретательница. Доктор философии (Ph.D, 1982). Основательница и глава экологической организации Ocean Research & Conservation Association (ORCA) со штаб-квартирой в Форт-Пирс в штате Флорида, защищающей водные экосистемы и водные биологические ресурсы.

## Биография
Родилась 11 июня 1951 года в Арлингтоне в округе Мидлсекс в штате Массачусетс. Отец — доктор Дэвид Уиддер, профессор математики Гарвардского университета, мать — доктор Вера Уиддер, также математик. Эдит — второй ребёнок в семье, брату Дэвиду Чарлзу было 11 лет в момент её рождения.
Получила степень бакалавра magna cum laude по биологии в Университете Тафтса в Большом Бостоне в 1973 году, в 1977 году — степень по биохимии в Калифорнийском университете в Санта-Барбаре и в 1982 году — степень доктора философии (Ph.D) по нейробиологии в Калифорнийском университете в Санта-Барбаре.
В 1984 году получила сертификат водолаза (Atmospheric Diving System, ADS), имеет сертификаты оператора скафандра WASP, пилота одноместного подводного аппарата Deep Rover изобретателя Грэма Хокса, способной работать на глубинах до 800 м более восьми часов подряд, и пилота автономного обитаемого подводного аппарата (АОПА) DeepWorker производства канадской компании Nuytco Research Ltd. изобретателя Фила Ньюттена. Более 250 раз погружалась в подводном аппарате Johnson Sea Link изобретателя Эдвина Альберта Линка. Её погружения представлены в телевизионных программах Би-би-си, PBS, Discovery Channel и National Geographic.
С 1989 по 2005 год работала в департаменте биолюминесценции Океанографическом институте Харбор-Бранч (HBOI) Флоридского Атлантического университета (FAU) в Форт-Пирсе.
В 2005 году основала экологическую организацию Ocean Research & Conservation Association (ORCA) со штаб-квартирой в Форт-Пирс в штате Флорида.
В сентябре 2006 года получила стипендию Мак-Артура от Фонда Макартуров.
На борту судна MV Alucia Эдит Уиддер и её коллегам Цунэми Кубодэре и Стиву О’Ши удалось заснять на видео гигантского кальмара вида Architeuthis dux в естественной среде обитания, приманив его желеобразной электронной приманкой в виде медузы Atolla wyvillei из отряда корономедуз, в 620 милях к югу от Японии на глубине 700 метров, в ходе экспедиции июня—июля 2012 года, финансируемой телеканалом Discovery Channel и японским телеканалом NHK. В 2019 году на борту R/V Point Sur Университета Южного Миссисипи (USM) Эдит Уиддер и Натан Джек Робинсон впервые сняли живого гигантского кальмара в водах США.
Замужем за Дэвидом Смитом, компьютерным инженером.